# Robres del Castillo
Robres del Castillo is een gemeente in de Spaanse provincie en regio La Rioja met een oppervlakte van 35,88 km². Robres del Castillo telt 31 inwoners (1 januari 2016).

## Demografische ontwikkeling

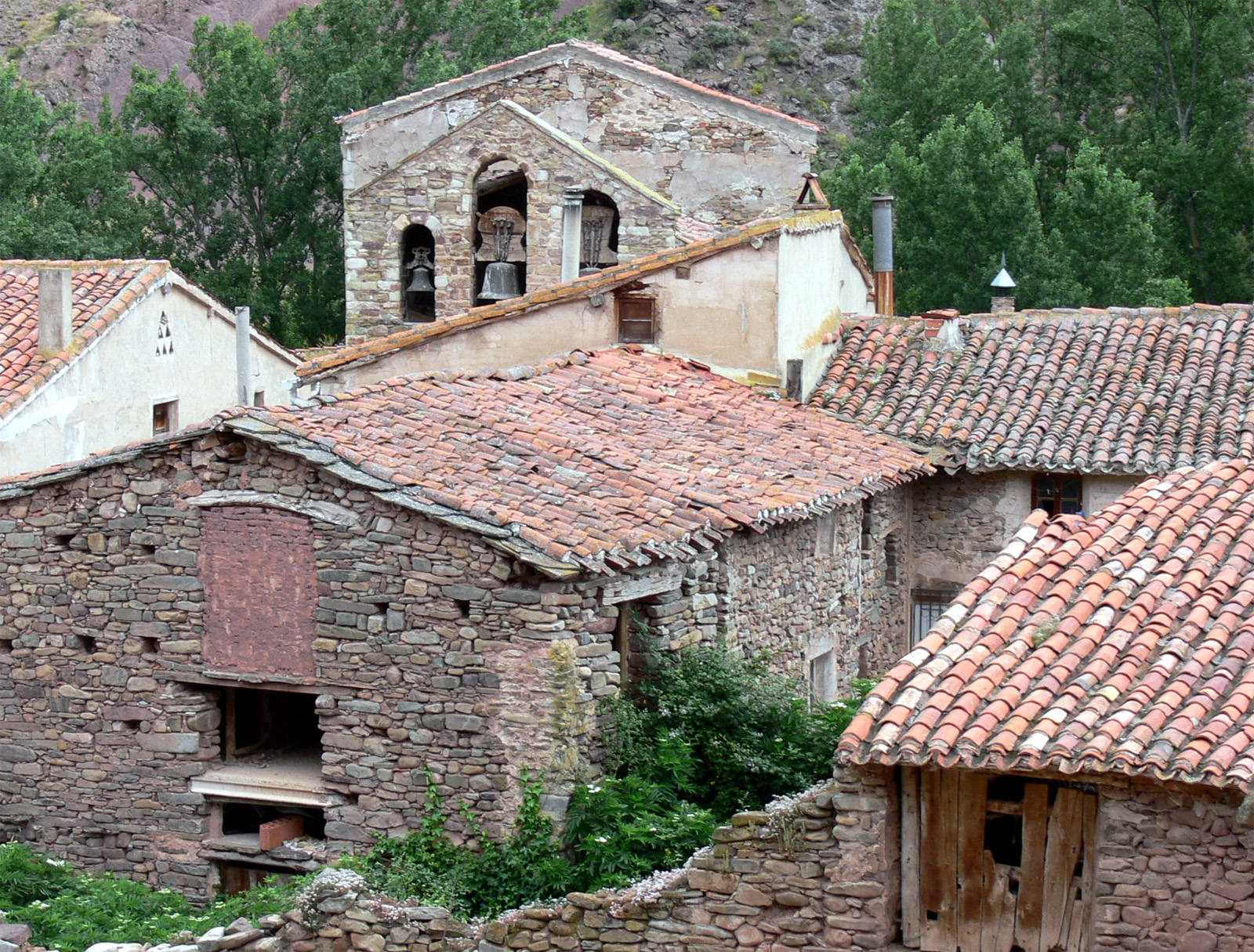

Bron: INE, 1857-2011: volkstellingen